# Vector Linux
Vector Linux — дистрибутив Linux, основанный на Slackware. 
Позиционируется как стабильный, быстрый, лёгкий дистрибутив, хорошо работающий как на старом,так и новом аппаратном обеспечении.
Изначально разрабатывался только для платформы x86, но, начиная с версии 7 доступен для x86-64.
Выпускается в нескольких вариантах:
- Standard. Основной вариант, предназначенный главным образом для использования на старых компьютерах с медленными процессорами и небольшим объёмом оперативной памяти.
- SOHO (Small Office / Home Office). Предназначен для современных компьютеров, поэтому в данный выпуск не включаются драйверы для многих устаревших устройств и в то же время включается больше приложений, в частности KDE, OpenOffice.org, Java, GIMP, XSane, CUPS, Xara Xtreme. Может быть загружен как образ ISO либо заказан по почте.
- Deluxe. Стандартный выпуск, включающий в себя KDE, GNOME, OpenOffice, GIMP и множество других дополнительных приложений, а также печатную документацию. Высылается по почте.
- Live. Варианты Live CD:
  - Live Standard,
  - Live Standard-Beryl и
  - Live SOHO.
- Dynamite. Нестабильный тестовый выпуск.

## История версий
Разработка Vector Linux начата в 1998 году канадцами Робертом Ланге (Robert S. Lange) и Дарреллом Ставемом (Darrell Stavem), версия 1.0 выпущена 28 июня 1999 года. Первый релиз SOHO состоялся 21 августа 2002 года и был основан на Vector Linux 2.5.
| Версия | Дата выхода      |
| ------ | ---------------- |
| 1.0    | 28 июня 1999     |
| 2.0    | 20 июня 2001     |
| 2.5    | 2 апреля 2002    |
| 3.2    | 5 февраля 2003   |
| 4.0    | 7 октября 2003   |
| 4.3    | 19 сентября 2004 |
| 5.0.1  | 27 февраля 2005  |
| 5.1    | 26 июля 2005     |
| 5.1.1  | 23 января 2006   |
| 5.1.2  | 12 июня 2006     |
| 5.8    | 18 декабря 2006  |
| 5.9    | 21 декабря 2007  |
| 6.0    | 22 февраля 2009  |
| 7.0    | 27 ноября 2011   |